# Larry, agente segreto
Larry, agente segreto (The Treasure of San Teresa) è un film del 1959 diretto da Alvin Rakoff.

## Trama
Larry Brennan è un ex agente OSS che, torna in Cecoslovacchia dopo essersi ritirato dal servizio militare durante la seconda guerra mondiale per ritrovare i gioielli nascosti dai nazisti all'interno del Convento di Santa Teresa.